# Horvátországi Kommunisták Szövetsége
Horvátországi Kommunisták Szövetsége (horvátul: Savez komunista Hrvatske, rövidítve: SKH) része volt, az egykori Jugoszláv Szocialista Szövetségi Köztársaság uralkodó politikai szervezetének a Jugoszláv Kommunisták Szövetségének (SKJ). Ez volt az egypárti Horvát Szocialista Köztársaság kormányzó pártja.

## Története

### Előzmények
1919-ben Belgrádban, a szociáldemokrata és szocialista pártok egyesülési kongresszusán megalakult a Jugoszláviai Szocialista Munkáspárt (SRPJ), mely csatlakozott a Kommunista Internacionáléhoz. Még ugyanebben az évben Zágrábban megalakult a Jugoszláviai Kommunista Ifjúsági Szövetség (SKOJ), mely magáévá tette az SRPJ programját. Az 1920-as vukovári kongresszuson a párt Jugoszlávia Kommunista Pártjára (KPJ) változtatta a nevét, és 59 parlamenti mandátumot szerzett a Szerb-Horvát-Szlovén Királyság alkotmányozó nemzetgyűlési választásain. Az államvédelmi törvény azonban a pártot törvényen kívülinek nyilvánította, így a párt tagjainak és támogatóinak nagy részét letartóztatták és bebörtönözték, ezt követően pedig törvénytelenül működött. A diktatúra 1929. június 6-iki kikiáltásával a KPJ általános felkelést szervezett, amely katasztrofális volt tagjaira nézve, akiknek jelentős részét meggyilkolták, vagy bebörtönözték. A párt 1934-es IV. ljubljanai konferencián döntés született Szlovénia és Horvátország kommunista pártjának a KPJ-n belüli létrehozásáról.

### Megalakulása és háborús tevékenysége
A horvát pártot 1937-ben alapították Szamoborban Horvát Kommunista Párt (KPH) néven. 1938-ban a KPJ élére Josip Broz Tito került. Ebben az évben a választásokon a KPH a KPJ álláspontjával ellentétben a Horvát Parasztpárt (HSS) listáját támogatta, aminek eredményeként felmentették a Horvát Kommunista Párt Központi Bizottságának addigi titkárát, és Rade Končar vezetésével új pártvezetést neveztek ki.
A tengelyhatalmak 1941 áprilisi inváziója nyomán a KPJ a nép szabadságához és önrendelkezéséhez való jogának programjával partizán egységeket és széles körű antifasiszta mozgalmat szervezett. A Független Horvát Állam 1941 április 10-i kikiáltása után megszervezte az Ellenállás Katonai Bizottságát, július 10-én pedig elhatározta, hogy felkelést indít. Létrehozta a katonai és polgári hatóságok hálózatát, és 1942-ben pedig létrehozta Jugoszlávia Népi Felszabadításának Antifasiszta Tanácsát (az AVNOJ-t), mint Jugoszlávia jövőbeli szövetségi struktúrájának politikai alapját. 1942 végén Andrija Hebrangnak a KPH élére érkezésével a horvátországi partizánmozgalom felerősödött. 1943-ban létrehozták Horvátország Népi Felszabadításának Országos Antifasiszta Tanácsát (a ZAVNOH-ot), amelyet 1944-ben Horvátország legfelsőbb törvényhozó és államhatalmi testületévé nyilvánítottak. A háború vége felé a nyugati szövetségesek már a KPJ-t támogatták, és 1945-re uralkodó politikai erővé vált.

### A háború után
A KPJ hamarosan a Szovjetunió mintájára egypártrendszert hozott létre, végrehajtotta a vagyonelkobzást, államosítást és az agrárreformot, amely megerősítette az állam szerepét a társadalomban és a gazdaságban. Az 1948-as V. belgrádi kongresszuson azonban a KPJ elutasította a szovjet befolyást, így kimaradt a Szovjetunió vezette szövetségi rendszerből. A Szovjetunióval keletkezett konfliktust Titóék az Andrija Hebranggal és a nemzeti irányultságú kommunistákkal való végső leszámolásra használták fel. Az 1950-es évek elején a KPJ a nyugati gazdasági és katonai segítségre támaszkodva belpolitikai liberalizációt és külpolitikai fordulatot hajtott végre. A KPH Zágrábban, 1952. november 2-7-én a Jugoszláv Kommunisták Pártjának hatodik kongresszusán megváltoztatta a nevét Horvátországi Kommunisták Szövetségére (SKH). Az alkotmány forradalmi szervezetként, a társadalom és az állam politikai tevékenységének alapvető mozgatójaként és hordozójaként határozta meg. Az 1945 és 1989 közötti időszakban az SKH irányította és felügyelte a teljes társadalmi-politikai, gazdasági és kulturális életet Horvátországban. Az SKH vezetőségét az SKH KB elnökségének elnöke által vezetett Központ Bizottság képviselte. Politikáját a kongresszusokon határozták meg.

### A horvát tavasz és utóhatásai
Az 1960-as évek második felében Aleksandar Ranković brijuni elítélése után nagy lehetőség nyílt a reformok bevezetésére Jugoszláviában, így az SKH-n belül reformista vezetés alakult ki. Savka Dabčević-Kučar és Miko Tripalo a horvát kommunista vezetők ahhoz a generációjához tartoztak, akik a horvát tavasz vezetőivé váltak. 1971. július 4-én Josip Broz Tito részt vett az SKH Végrehajtó Bizottságának zárt ülésén, ahol először ítélték el a „nacionalista eltéréseket”, majd a reformmozgalmat az SKH bizottság 1971. november 30. és december 1. között Karađorđevóban megtartott ügyvezetői ülésén, valamint ugyanazon év december 1-jén és 2-án az SKJ Központi Bizottságának 21. ülésén erőszakkal megszüntették. Ezt követően Savka Dabčević-Kučar, Miloš Žanko, Miko Tripalo, Pero Pirker, Marko Koprtla és Janko Bobetko benyújtották lemondásukat. Döntés született arról is, hogy a zágrábi SK KB elnökét és alelnökét, Srećko Bijelićet és Dragutin Haramiját eltávolítják jelenlegi tisztségéből, és Milka Planincet választották meg az SKH Központi Bizottságának új elnökévé.
Az 1980-as években az SKH-n belül politikai vita alakult ki a fejlődés jövőbeli irányáról. Az egyik oldalon Stipe Šuvar állt, aki az ideológiát, a másikon pedig Ante Marković, aki a módszertant helyezte előtérbe. A demokratikus változások előtt az SKH központi Bizottság elnökségének elnöke Stanko Stojčević tipikus pártapparacsik, a Mika Špiljak vezette horvátországi kemény áramlat tagja volt. Különleges fordulat következett be 1989. december 10-én, amikor tizenkét zágrábi politikai párt és ellenzéki csoport aláírást gyűjtött a parlamenthez és az SKH elnökségéhez intézett petícióhoz, amely szabad választások kiírását követelte. Ugyanezen az estén jelentették be az SKH Központi Bizottsága elnökségének döntését, hogy előrehozott választásokat írnak ki Horvátországban minden szinten – az önkormányzatoktól a parlamentig. A Központi Bizottság elfogadta elnöksége döntését, majd másnap, december 11-én megkezdődött az SKH 11. kongresszusa, amely három napig tartott, és támogatta a választásokra vonatkozó döntést is. Ezen a kongresszuson Ivica Račan lett az SKH vezetője, akinek Ivo Družić volt az ellenfele. A Párt régi elnökségéből csak egy tag maradt.
1990 januárjában az SKH küldöttsége a szlovén párt küldöttségével együtt elhagyta az SKJ 14. rendkívüli kongresszusát, amellyel az SKH de facto megszűnt a Jugoszláv Kommunisták Szövetségének része lenni. 1990-ben a demokratikus változásokkal a párt neve Horvátországi Kommunisták Szövetsége – Demokratikus Változások Pártja lett, majd neve 1992-ben Horvát Szociáldemokrata Párt – Demokratikus Változások Pártjára változott. 1993-től a párt neve Horvát Szociáldemokrata Párt.

## A Horvát Kommunisták Szövetségének titkárai
- Rade Končar, (1940 – 1941)
- Vlado Popović, (1941 – 1942)
- Andrija Hebrang, (1942 – 1944)
- Vladimir Bakarić, (1944 – 1969)
- Savka Dabčević-Kučar, (1969 – 1971)
- Milka Planinc, (1971 – 1982)
- Jure Bilić, (1982 – 1983)
- Josip Vrhovec, (1983 – 1984)
- Mika Špiljak, (1984 – 1986)
- Stanko Stojčević, (1986 – 1989)
- Ivica Račan, (1989 – 1990)

## A párt kongresszusai
- 1. kongresszus, 1937. augusztus 1-2. a Szamobor melletti Anindol erdőben
- 2. kongresszus, 1948. november 21-25. a régi zágrábi piacon
- 3. kongresszus, 1954. május 26-28 a néphadsereg zágrábi házában
- 4. kongresszus, 1959. április 7-10. a zágrábi Diákközpontban
- 5. kongresszus, 1965. április 26-29. a zágrábi Diákközpontban
- 6. kongresszus, 1968. december 5-7. között a zágrábi Diákközpontban
- 7. kongresszus, 1974. április 7-9., Zágráb
- 8. kongresszus, 1978.
- 9. kongresszus, 1980.
- 10. kongresszus, 1986 tavasza, Zágráb
- 11. kongresszus, 1989. december 11-13. Zágrábban
- 12. kongresszus.

## Fordítás
Ez a szócikk részben vagy egészben  a   Savez komunista Hrvatske című horvát Wikipédia-szócikk ezen változatának fordításán alapul.  Az eredeti cikk szerkesztőit annak laptörténete sorolja fel. Ez a jelzés csupán a megfogalmazás eredetét és a szerzői jogokat jelzi, nem szolgál a cikkben szereplő információk forrásmegjelöléseként.